# Gare de Sudbury & Harrow Road
La gare de Sudbury & Harrow Road (en anglais : Sudbury & Harrow Road railway station), est une gare ferroviaire de la Chiltern Main Line (en), en zone 4 Travelcard. Elle  est située sur la Harrow Road à Sudbury, dans le borough londonien de Brent, sur le territoire du Grand Londres.
C'est une gare Network Rail desservie par des trains Chiltern Railways.

## Situation ferroviaire
La gare de Sudbury & Harrow Road est établie sur la Chiltern Main Line (en) entre les gares de Sudbury Hill Harrow, en direction de Gare de Birmingham Snow HillBirmingham Snow Hill et Wembley Stadium, en direction de Marylebone. Elle dispose de deux quais latéraux et des deux voies de la ligne.

Plans : de la ligne et du réseau des transports à Londres
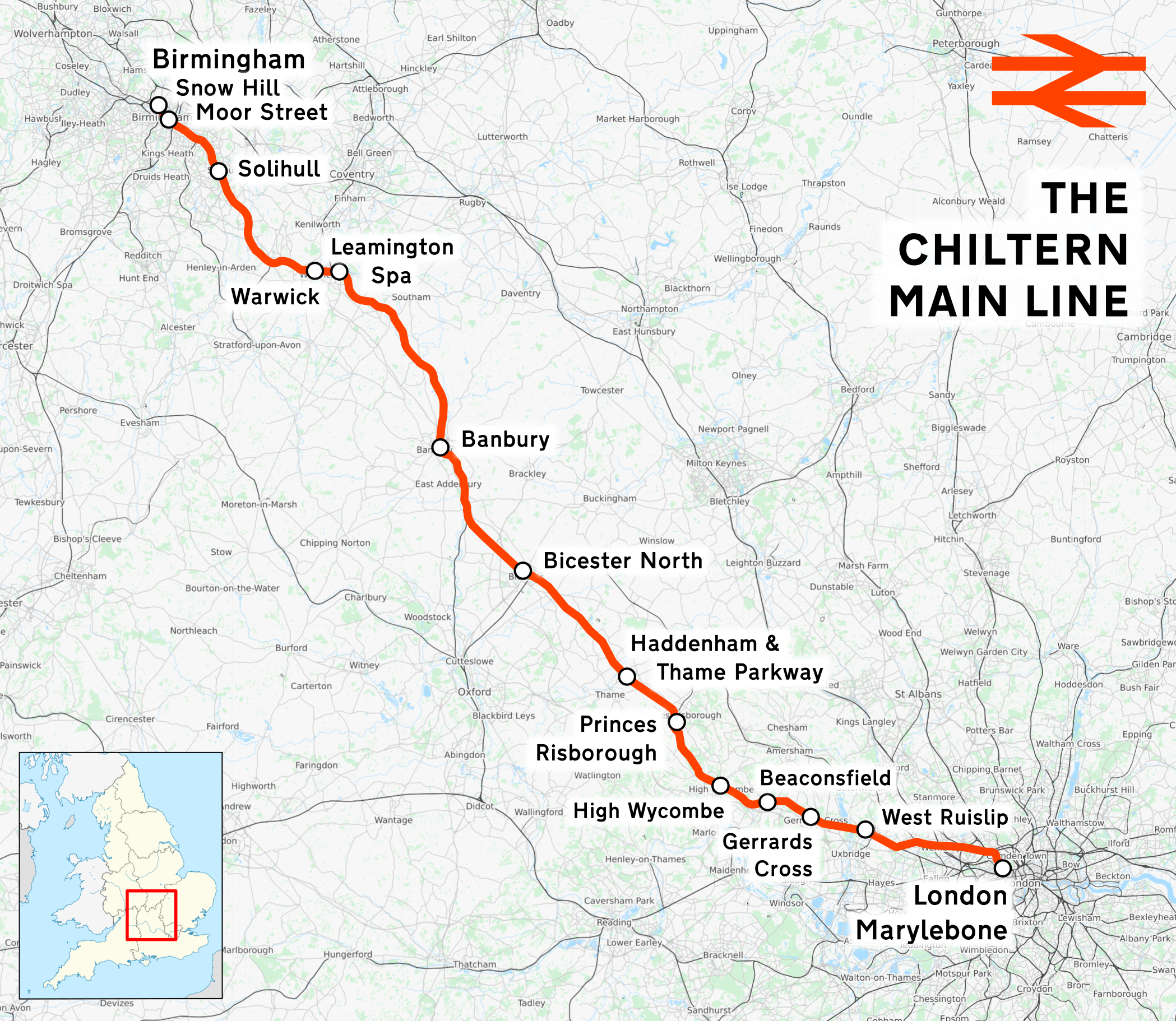
Chiltern Main Line.
Réseaux de Londres.

## Histoire
La gare de Sudbury & Harrow Road est mise en service le 1er mars 1906 par le Great Central Railway (en).

## Service des voyageurs

### Accueil
La gare dispose d'une entrée principale sur la Harrow Road à Sudbury.

### Desserte
La gare de Sudbury & Harrow Road est desservie par des trains Chiltern Railways : service limité à quatre trains quotidiens dans chaque sens du lundi au vendredi, circulant sur les relations : gare de West Ruislip (ou gare de Gerrards Cross) - Marylebone.

Installations
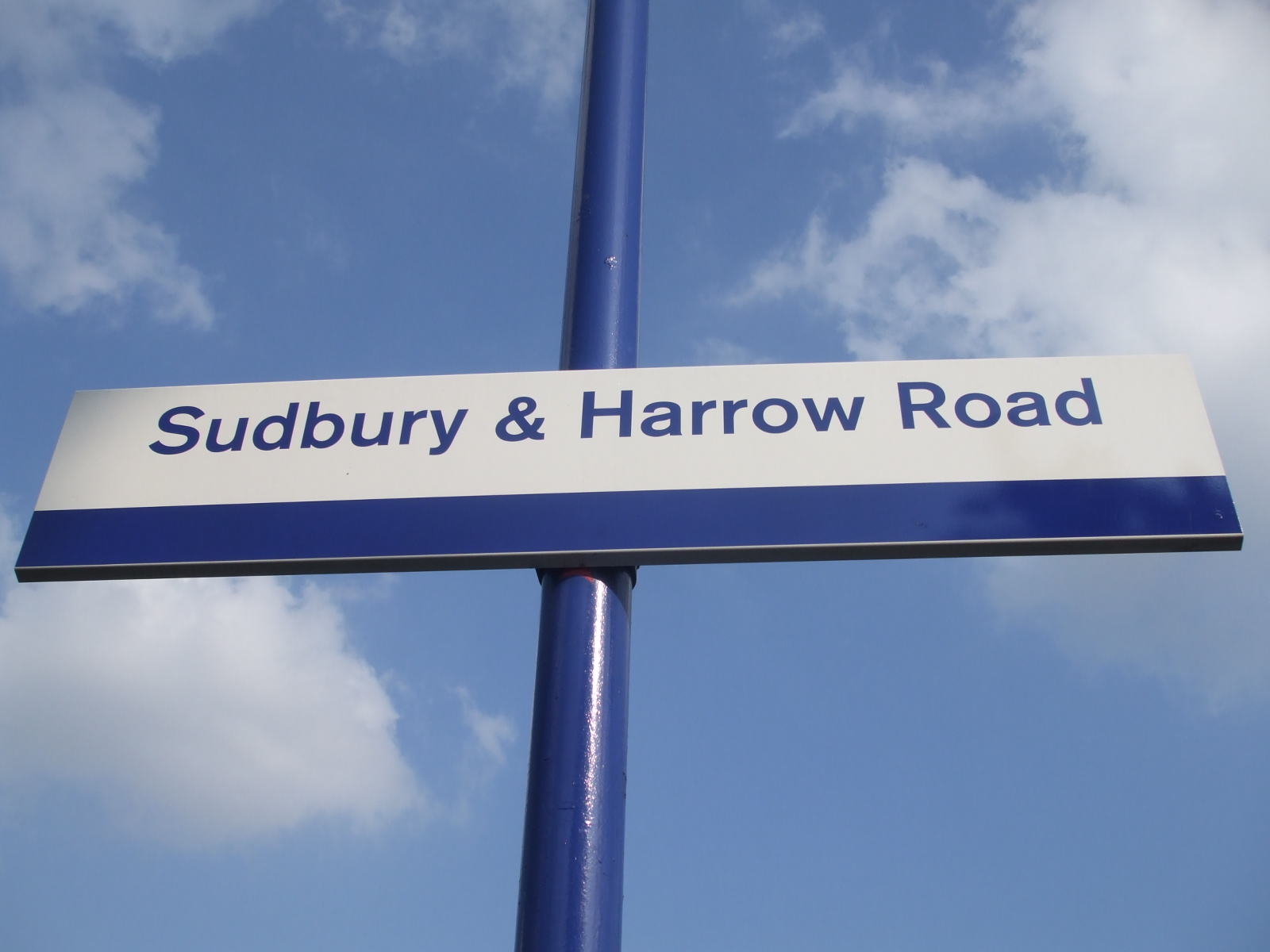
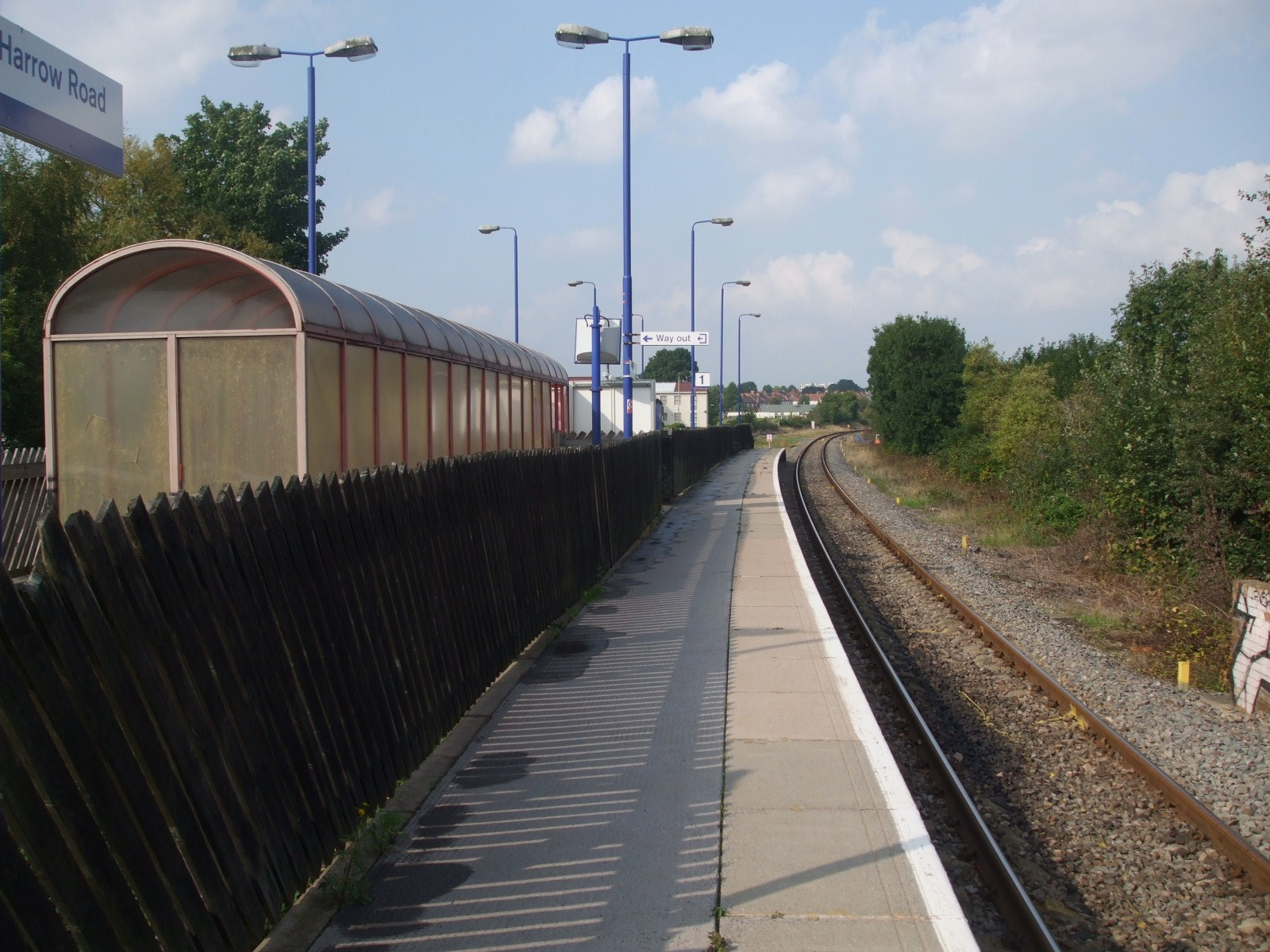
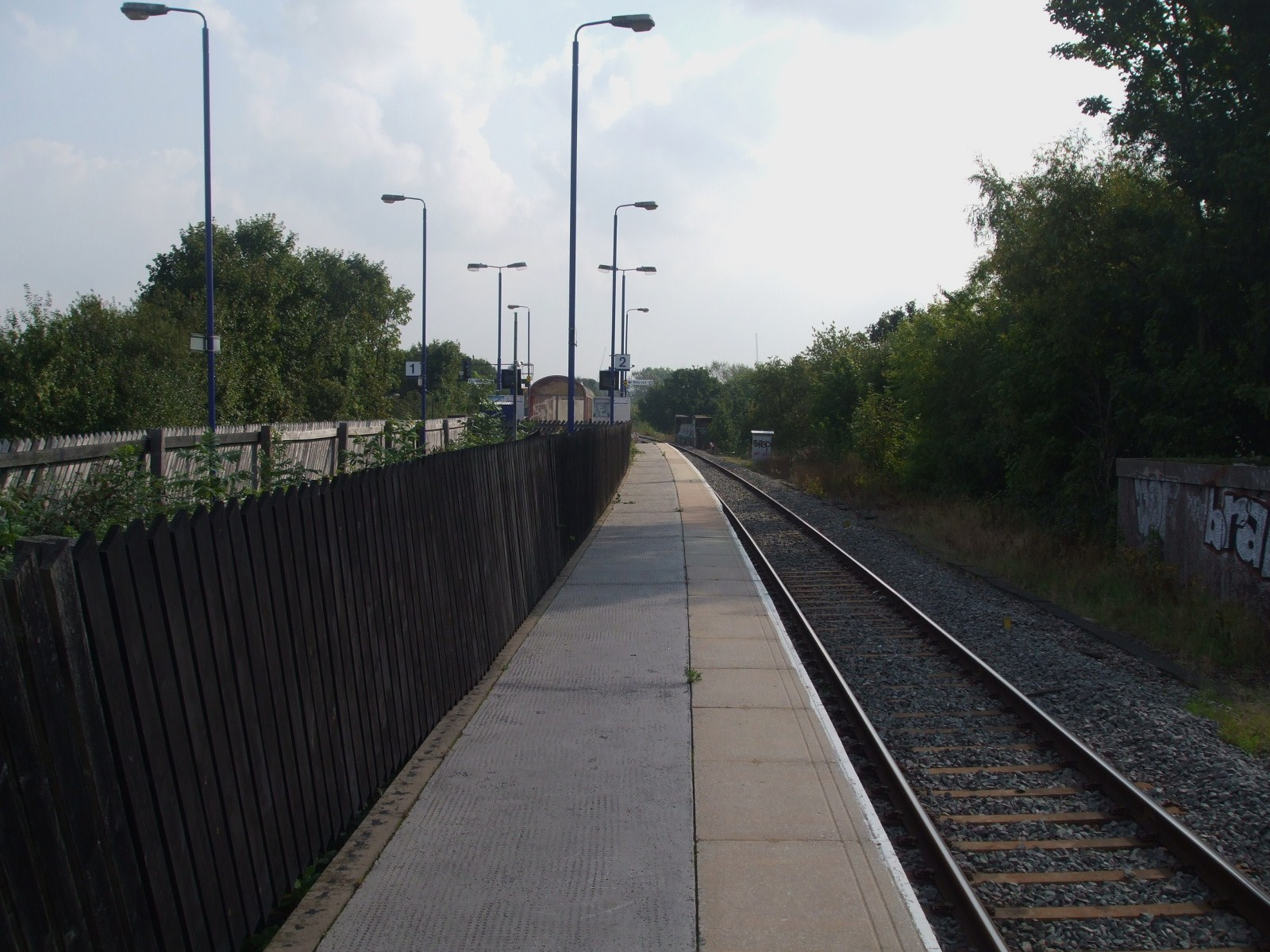

### Intermodalité
La gare est desservie par des lignes des autobus de Londres : 18, 92, 182, 245 et N18.
Elle permet des correspondances (5 minutes à pied) avec la station Sudbury Town de la ligne Piccadilly  du métro de Londres.